# John Bonello
John Bonello (Msida, 10 maggio 1958) è un ex calciatore maltese, di ruolo portiere.

## Biografia
Ha un figlio, Henry, anch'egli portiere.

## Carriera

### Nazionale
Ha collezionato 29 presenze con la propria Nazionale.